# Porcellana di Roma
La porcellana di Roma è una porcellana prodotta fra il 1761 e l'inizio dell'Ottocento in alcune fabbriche della città di Roma.

## Cuccumos
Nel 1761 Papa Clemente XIII concesse a Filippo Cuccumos la privativa quarantennale di fabbricare porcellane a pasta dura in Roma.
Egli si avvaleva dell'arcanista sassone Samuel Hietz.
Tuttavia, la Manifattura Cuccumos cessò nel 1784 quando il tesoriere pontificio le revocò il privilegio perché non aveva soddisfatto le aspettative.

## Volpato
Giovanni Trevisan, detto "Volpato", ottenne nel 1785 da Papa Pio VI il privilegio di fabbricare porcellana. Volpato installò la sua manifattura nei pressi di Santa Pudenziana. 
Questa manifattura era specializzata nella realizzazione di figurine e gruppi in biscuit, per realizzare le quali utilizzava la terra bianchissima di Civita Castellana. I principali committenti erano le famiglie della nobiltà romana. 
La Manifattura Volpato cessò di produrre porcellana nel 1803.